# Bischofsburg Wittstock
Die Bischofsburg (auch „Alte Bischofsburg“ – es gibt aber keine neue) in Wittstock an der Dosse im Landkreis Ostprignitz-Ruppin in Brandenburg wurde als Bischofsresidenz der Bischöfe von Havelberg errichtet.

## Geschichte
Die Geschichte der Burg ist eng mit der Geschichte von Wittstock/Dosse verbunden. Wittstock/Dosse ist vor dem Jahr 946 aus einer slawischen Siedlung entstanden. Baubeginn der Burg war 1244. 1248 erhielt Wittstock dann sein Stadtrecht. Die über tausend Jahre alte Stadt in der Ostprignitz wurde besonders geprägt durch die Bischöfe von Havelberg, die von 1271 bis 1548 dort lebten und die Burg zu ihrer Residenz ausbauten.
Bis zum Dreißigjährigen Krieg (1618 bis 1648) war die Burg uneinnehmbar. Im ausgehenden Mittelalter und insbesondere dem Dreißigjährigen Krieg begann der Verfall der Burg.

## Der Dreißigjährige Krieg
Der Dreißigjährige Krieg war ein Religionskrieg und zugleich ein klassischer Staatenkonflikt. Bei der Schlacht bei Wittstock am Scharfenberg siegten am 4. Oktober 1636 die Schweden über die kaiserlichen Truppen und Sachsen. Die Wittstocker Bevölkerung musste in direkter Kriegsfolge große Opfer hinnehmen. 1638 wurde Wittstock dann auch noch von der Pest heimgesucht, die damals als „Die Schwarze Seuche“ bezeichnet wurde. Über 1500 Menschen kamen dabei ums Leben, mehr als die Hälfte der Wittstocker Bevölkerung.

### Heutige Nutzung
Von 1995 bis 1998 wurde die Burganlage im Rahmen eines europäischen Förderprojekts restauriert, rekonstruiert und umgestaltet. Heute beherbergt die Alte Bischofsburg das Ostprignitzmuseum und das Museum des Dreißigjährigen Krieges. Das Ostprignitzmuseum widmet sich neben der Geschichte, Landschaft und der Stadt Wittstock/Dosse auch dem Handwerk und der Lebensweise in der Region. Das Museum des Dreißigjährigen Krieges wurde 1998 eröffnet und ist einzigartig in ganz Deutschland. Außerdem kann ein historisches Klassenzimmer aus „Alten Zeiten“ für Schulklassen zur Gestaltung von Unterrichtsstunden gemietet werden.

## Anlage
Die Burg war Teil einer imposanten Stadtmaueranlage. Die über 2,5 Kilometer lange Backsteinmauer umschließt noch heute fast ganz Wittstock. Sie bot den Bürgern Schutz vor den Slawen, deren Gebiet unmittelbar hinter der Stadtmauer begann. Ursprünglich war die Mauer neun bis elf Meter hoch, heute sind es nur noch vier bis sieben Meter. In der damaligen Zeit galt die Bischofsburg als eine der schönsten und festesten Burgen in der Mark Brandenburg. Nur der Torturm aus dem 13. Jahrhundert, mit seiner wechselvollen Geschichte als Amtssitz, Viehstall, Getreidespeicher und Jugendherberge blieb letztendlich als ein Teil des Ostprignitzmuseums erhalten.